# 北野隆春
北野 隆春（きたの たかはる、1891年（明治24年）5月24日 - 1981年（昭和56年）5月30日）は、日本の実業家。
スタンレー電気の創業者である。

## 来歴・人物
1891年、山梨県東八代郡境川村（現・笛吹市）にて出生。
明治大学を経て、1920年12月29日、30歳のときに、東京市芝区（現・東京都港区芝）に住居兼店舗を借りて、自動車電球を中心とした特殊電球の製造販売会社「北野商会」を創業。
当時、1907年のＴ型フォードの本格製造から僅か10数年で、国内の自動車台数は未だ7,8千台足らずの時代であり、世界のマーケットを予見して創業したとされる。
世界との取引には、オリジナルの商標（ブランド）を持つことが必要と考え、「世界に光明を掲げた」人物としてその名を知られるイギリスの探検家、ヘンリー・モートン・スタンリーに肖り、商標を「スタンレー」と定める。
1933年、株式会社に改組し、スタンレー電気株式会社に商号変更した。
同社はその後、子息たちが経営を引き継ぎ、2013年現在で、資本金305億円、グループ全体で13,997名の社員を抱える企業に成長した。
1975年、私財により、生涯教育の振興を図る目的で、北野生涯教育振興財団を文部省の認可を得て発足させた。

## 家族・親族
息子は北野隆興（スタンレー電気会長）、義娘は元立憲政友会正統派総裁・久原房之助の八女。娘達は元竹中工務店社長・竹中宏平、塩野義製薬会長・塩野孝太郎、中部銀行会長・石川良並などに嫁した。孫はスタンレー電気社長・北野隆典。義娘の兄に元衆議院議長・石井光次郎や大隈重信の孫・信幸、元東京急行電鉄社長の五島昇らがいる。シャンソン歌手・石井好子や小説家で第144回芥川龍之介賞を受賞した朝吹真理子も縁戚にあたる。

## 参考
- 『北野隆春その人―遺稿と追憶』（北野隆春遺稿集編纂委員会編　1982）